# Introduction (Marty Friedman)
Introduction è un album del chitarrista Marty Friedman, pubblicato nel 1995. Il sound del disco presenta forti riferimenti alla musica giapponese e new Age.

## Tracce
1. "Arrival" – 4:52
2. "Bittersweet" – 5:27
3. "Be" – 4:51
4. "Escapism" – 9:14
5. "Luna" – 5:17
6. "Mama" – 3:55
7. "Loneliness" – 4:08
8. "Siberia" – 4:19

## Componenti
- Marty Friedman: chitarra ritmica e solista, basso elettrico
- Nick Menza: batteria
- Brain Becvar: tastiere, percussioni